# The Sign
«The Sign» es una canción dance-pop del grupo musical sueco Ace of Base de 1993. Es un sencillo extraído del relanzamiento del álbum Happy Nation en Europa, llamándose Happy Nation (US Version), donde a diferencia del primer lanzamiento, figuraría este sencillo. En Estados Unidos, este segundo lanzamiento del álbum sería el primero allí, pero con el título The Sign (igual que este nuevo sencillo incorporado).
Fue número 1 en el Billboard Hot 100 de los Estados Unidos y en varios países europeos. El sencillo vendió más de 1 millón de ejemplares en Estados Unidos, y 453 000 en el Reino Unido.
La canción esta en el puesto número 3 de Rock & Pop 20 Años 200 Canciones.
"The Sign" ha sido interpretada por The Mountain Goats.

## Lista de canciones
Reino Unido – CD sencillo
1. «The Sign» – 3:11
2. «The Sign» (Long Version) – 4:43
3. «The Sign» (Dub Version) – 5:10

 Alemania – CD sencillo
1. «The Sign» (The Remix) – 5:40
2. «The Sign» (Ultimix) – 6:49
3. «The Sign» (Dub Version) – 5:10

 Estados Unidos – CD sencillo
1. «The Sign» (Ultimix) – 6:49
2. «The Sign» – 3:11
3. «Young And Proud» – 3:56
4. «Happy Nation» (12" Versión) – 6:40

## Posicionamiento en listas y certificaciones
| Lista (1993–94)                       | Mejor posición |
| ------------------------------------- | -------------- |
| Alemania (Offizielle Deutsche Charts) | 1              |
| Australia (ARIA)                      | 1              |
| Austria (Ö3 Austria Top 40)           | 1              |
| Bélgica (Flandes) (Ultratop 50)       | 5              |
| Canadá (RPM Top Singles)              | 1              |
| España (AFYVE)                        | 1              |
| Estados Unidos (Billboard Hot 100)    | 1              |
| Estados Unidos (Mainstream Top 40)    | 1              |
| Estados Unidos (Rhythmic Top 40)      | 4              |
| Estados Unidos (Adult Contemporary)   | 2              |
| Finlandia (Suomen virallinen lista)   | 1              |
| Francia (SNEP)                        | 5              |
| Irlanda (IRMA)                        | 2              |
| Italia (FIMI)                         | 4              |
| Noruega (VG-lista)                    | 5              |
| Nueva Zelanda (Recorded Music NZ)     | 1              |
| Países Bajos (Dutch Top 40)           | 3              |
| Reino Unido (UK Singles Chart)        | 2              |
| Suecia (Sverigetopplistan)            | 2              |
| Suiza (Schweizer Hitparade)           | 4              |

| País           | Lista (1994)         | Posición | Ref.   |
| -------------- | -------------------- | -------- | ------ |
| Australia      | ARIA Singles Chart   | 5        | [ 18 ] |
| Estados Unidos | Billboard Hot 100    | 1        | [ 19 ] |
| Francia        | French Singles Chart | 17       | [ 20 ] |
| ?              | Italia Singles Chart | 21       | [ 21 ] |
| Países Bajos   | Dutch Top 40         | 23       | [ 22 ] |

| País           | Organismo certificador | Certificación    | Ventas    |
| -------------- | ---------------------- | ---------------- | --------- |
| Alemania       | BVMI                   | Disco de Oro     | 300 000   |
| Austria        | IFPI (Austria)         | Disco de Oro     | 15 000    |
| Estados Unidos | RIAA                   | Disco de Platino | 1 000 000 |
| Reino Unido    | BPI                    | Disco de Oro     | 400 000   |

## En la cultura popular
- Fue muy destacado en el final de la quinta temporada de American Dad! "Great Space Roaster".
- Fue interpretada en la serie de televisión Full House, en la que la banda ficticia "Girl Talk", liderado por el personaje de Stephanie Tanner, estropeara la canción durante la actuación.
- La canción también fue tocada en el episodio de South Park "Prehistoric Ice Man".
- Aparece en la comedia de 2012, Pitch Perfect.

## Sucesión en listas
| Anterior: «I'd Do Anything for Love (But I Won't Do That)» de Meat Loaf  | Media Control Charts — Sencillo Nro 1 21 de enero de 1994 — 10 de febrero de 1994                                  | Siguiente: «All for Love» de Bryan Adams, Sting & Rod Stewart |
| Anterior: «All for Love» de Bryan Adams, Sting & Rod Stewart             | Top 40 Mainstream — Sencillo Nro 1 12 de febrero de 1994 — 21 de mayo de 1994                                      | Siguiente: «Baby, I Love Your Way» de Big Mountain            |
| Anterior: «The Power of Love» de Celine Dion «Bump n' Grind» de R. Kelly | Billboard Hot 100 — Sencillo Nro 1 12 de marzo de 1994 — 2 de abril de 1994 7 de mayo de 1994 — 14 de mayo de 1994 | Siguiente: «Bump n' Grind» de R. Kelly «I Swear» de All-4-One |
| Anterior: «Right in the Night» de Jam & Spoon                            | Lista musical de España — Sencillo Nro 1 19 de marzo de 1994 — 25 de marzo de 1994                                 | Siguiente: «Right in the Night» de Jam & Spoon                |
| Anterior: «Mr. Jones» de Counting Crows                                  | RPM Top Singles — Sencillo Nro 1 21 de marzo de 1994 — 18 de abril de 1994                                         | Siguiente: «Love Sneakin' Up on You» de Bonnie Raitt          |
| Anterior: «The Power of Love» de Celine Dion                             | ARIA Charts — Sencillo Nro 1 30 de abril de 1994 — 21 de mayo de 1994                                              | Siguiente: «The Most Beautiful Girl in the World» de Prince   |